# Suspended in Gaffa
Suspended in Gaffa è il terzo singolo della cantante inglese Kate Bush tratto dall'album del 1982 The Dreaming, pubblicato sui mercati australiano ed europei con l'esclusione del Regno Unito, dove invece uscì There Goes a Tenner.

## Il brano
Il tema della canzone riguarda il riuscire a vedere qualcosa di fortemente desiderato (in questo caso Dio), ma in seguito non riuscirci mai più. La parola "Gaffa" del titolo si riferisce al nastro adesivo ("gaffer tape") utilizzato dai tecnici nei concerti e sui set cinematografici.

## Cover
Il gruppo indie statunitense Ra Ra Riot ha inserito una cover del brano nell'album di debutto The Rhumb Line del 2008.
Inoltre il rapper di Brooklyn Himanshu Suri ha campionato alcune frasi del brano per il suo pezzo "Kate Boosh", inserito in Nehru Jackets del 2012.

## Versioni
- nov-1982 – Kate Bush, Suspended in Gaffa, 45gg, EMI EMI 1C 006-64 972, Europa, prodotto da Kate Bush[3]. Questa versione contiene i brani seguenti:

1. "Suspended in Gaffa" – 3:52
2. "Ne T'Enfuis Pas" – 2:33, sostituito da "Dreamtime (Instrumental)" nelle edizioni di alcuni paesi.